# Torgaj
Torgaj (kaz. Торғай, ros. Тургай, Turgaj) – wieś w rejonie Żangeldy obwodu kustanajskiego Kazachstanu. Siedziba władz rejonu. 5,9 tys. mieszkańców (1999). Założona jako stanica kozaków orenburskich w 1845, od 1868 ośrodek władz rejonu.